# Зиґмунт Айдукевич
Зиґмунт Айдукевич (1861, Вітковичі поблизу Тарнобжега — 1917, Відень) — польський художник. Двоюрідний брат художника Тадеуша Айдукевича.  

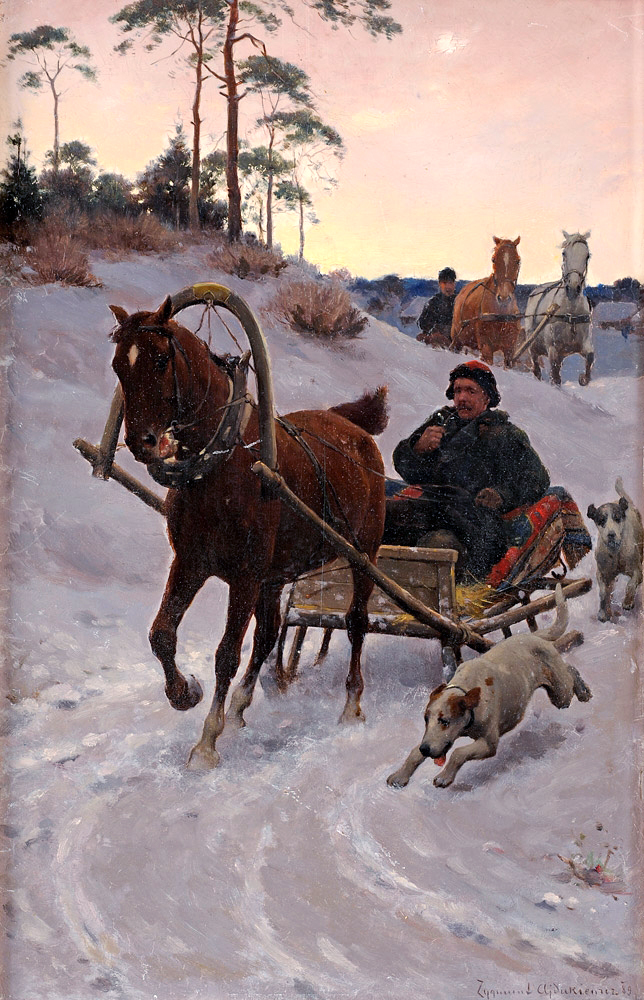
Зиґмунт Айдукевич. «Перегони на санях, запряжених кіньми (Куліг) у Польщі» (створено перед 1917)